# Rose Marie (1954)
Rose Marie is een Amerikaanse muziekfilm uit 1954 onder regie van Mervyn LeRoy. Het scenario is gebaseerd op de gelijknamige operette uit 1924.

## Verhaal
Kapitein Mike Malone moet de onweerstaanbare wildebras Rose Marie Lemaitre wat beschaving bijbrengen. Hij wordt al vlug verliefd op haar. Er is echter een kaper op de kust.

## Rolverdeling
| Acteur          | Personage            |
| --------------- | -------------------- |
| Ann Blyth       | Rose Marie Lemaitre  |
| Howard Keel     | Kapitein Mike Malone |
| Fernando Lamas  | James Severn Duval   |
| Bert Lahr       | Barney McCorkle      |
| Marjorie Main   | Jane Dunstock        |
| Joan Taylor     | Wanda                |
| Ray Collins     | Inspecteur Appleby   |
| Chief Yowlachie | Black Eagle          |